# 1re Division canadienne (1914-1918)
Ne doit pas être confondu avec 1re Division du Canada.
Pour les articles homonymes, voir 1re division.
La 1re Division canadienne était une division de la Force expéditionnaire canadienne lors de la Première Guerre mondiale.

## Chef de corps
- septembre 1914 - septembre 1915 : lieutenant-général Edwin Alderson
- septembre 1915 - juin 1917 : lieutenant-général Arthur Currie
- juin 1917 - novembre 1918 : Archibald Cameron Macdonell (en)

## Composition
- 1re brigade canadienne

1er bataillon (Ontario occidental) (en), août 1914 - 11 novembre 1918
2e bataillon (régiment de l'Ontario oriental) (en), août 1914 - 11 novembre 1918
3e bataillon (régiment de Toronto), août 1914 - 11 novembre 1918
4e bataillon (Ontario central) (en), août 1914 - 11 novembre 1918
- 2e brigade canadienne

5e bataillon (cavalerie occidentale) (en), août 1914 - 11 novembre 1918
6e bataillon (chevaux de fort Garry) (en), août - décembre 1914, le bataillon devient le bataillon de dépôt de la cavalerie canadienne
7e bataillon (1re régiment de Colombie britannique) (en), août 1914 - 11 novembre 1918
8e bataillon (90e régiment), août 1914 - 11 novembre 1918
10e bataillon (canadien) (en), janvier 1915 - 11 novembre 1918
- 3e brigade canadienne

13e bataillon (higlanders royaux du Canada) (en), août 1914 - 11 novembre 1918
14e bataillon (régiment royal Montréal), août 1914 - novembre 1918
15e bataillon (48e higlanders du Canada), août 1914 - 11 novembre 1918
16e bataillon (écossais canadiens) (en), août 1914 - 11 novembre 1918
- 4e brigade canadienne (brigade dissoute en janvier 1915)

9e bataillon (CEF) (en), août 1914 - janvier 1915, transfert au dépôt d'entrainement du Canada
10e bataillon (canadien), août 1914 - janvier 1915, transfert à la 2e brigade canadienne
11e bataillon (CEF) (en), août 1914 - janvier 1915, transfert au dépôt d'entrainement du Canada
12e bataillon (CEF) (en), août 1914 - janvier 1915, transfert au dépôt d'entrainement du Canada

## Historique

### 1915
Le général John French ordonne le 13 juin 1915 que la 1re Division canadienne soit équipée de fusils britanniques Lee-Enfield.